# Ісіі Кокі
Ісіі Кокі (яп. 石井 幸喜) — японський професійний боксер, призер чемпіонату світу серед аматорів, чемпіон Азії та Азійських ігор.

## Аматорська кар'єра
На чемпіонаті Азії 1977 переміг трьох суперників і став чемпіоном.
На чемпіонаті світу 1978 став бронзовим призером.
- В 1/8 фіналу переміг Неджмі Аккоюн (Туреччина) — 5-0
- У чвертьфіналі переміг Адіба Нагнаса (Ізраїль) — 5-0
- У півфіналі програв Ектору Раміресу (Куба) — 0-5

На Азійських іграх 1978 переміг чотирьох суперників і завоював золоту медаль.

## Професіональна кар'єра
1979 року дебютував на профірингу. 10 лютого 1982 року вийшов на бій проти чемпіона WBC у другій найлегшій вазі Кім Чхоль Хо (Південна Корея) і програв нокаутом у восьмому раунді.